# Tomasz Kozłowski (naukowiec)
Tomasz Kozłowski (ur. 31 lipca 1959 w Tarnowie) – polski inżynier, profesor nauk technicznych, profesor Politechniki Świętokrzyskiej i jej prorektor w latach 2016–2019.

## Życiorys
W 1984 ukończył studia z zakresu budownictwa na Politechnice Krakowskiej im. Tadeusza Kościuszki. Doktoryzował się w 1988 na macierzystej uczelni na podstawie rozprawy: Zamarzanie i odmarzanie monomineralnych gruntów ilastych, której promotorem był profesor Kazimierz Pietrzyk. Stopień naukowy doktora habilitowanego uzyskał w 1997 na PK w oparciu o pracę pt. Skład fazowy wody w gruntach spoistych poniżej 0 °C. Tytuł profesora nauk technicznych otrzymał 23 września 2017.
Jako nauczyciel akademicki związany od kwietnia 1984 z Politechniką Świętokrzyską, na której zajmował kolejno stanowiska: asystenta stażysty, asystenta, adiunkta, profesora nadzwyczajnego i profesora. Na uczelni tej kierował Katedrą Geotechniki (2005–2007) oraz Katedrą Geotechniki i Inżynierii Wodnej (2007–2014), był też prodziekanem Wydziału Budownictwa i Inżynierii Środowiska do spraw badań naukowych i współpracy międzynarodowej (2008–2012) oraz prodziekanem Wydziału Inżynierii Środowiska, Geomatyki i Energetyki do spraw nauki i rozwoju kadry (2012–2016). W latach 2016–2019 pełnił funkcję prorektora PŚk do spraw rozwoju kadry i współpracy z zagranicą. W 2020 został dziekanem Wydziału Inżynierii Środowiska, Geomatyki i Energetyki w kadencji 2020–2024.
Specjalizuje się w geotechnice, mechanice gruntów, fundamentowaniu i przemarzaniu gruntów budowlanych. Autor lub współautor publikacji w czasopismach z listy JCR („lista filadelfijska”). W 2015 w Wydawnictwie Naukowym PWN opublikował monografię pt. Zastosowanie różnicowej kalorymetrii skaningowej DSC, MDSC i QI-MDSC w badaniach układów woda-ił.
W 2013, za zasługi w działalności na rzecz rozwoju nauki, został odznaczony Srebrnym Krzyżem Zasługi. Otrzymał też Medal Komisji Edukacji Narodowej (2002).